# Chandler (Oklahoma)
Pour les articles homonymes, voir Chandler.
La ville américaine de Chandler est le siège du comté de Lincoln, dans l’Oklahoma. Lors du recensement de 2000, elle comptait 2 842 habitants. Chandler se situe sur l'historique Route 66.

## Source
- (en) Cet article est partiellement ou en totalité issu de l’article de Wikipédia en anglais intitulé « Chandler, Oklahoma » (voir la liste des auteurs).